# Кантхимала
Кантхимала (кантхималы, кантималы) — бусы на шею в индуизме, священный атрибут последователей этой религии. В шиваизме кантхималы изготавливаются из рудракши, а в вайшнавизме — из священного дерева туласи. Ношение кантхималы на шее является для вайшнавов знаком смиренного преданного служения Вишну или Кришне, знаком того, что человек движется по пути самоосознания. В вайшнавской литературе описано, что если человек носит на теле кантхималы, то после смерти его душа не попадёт в адские миры — слуги бога смерти Ямы не смогут тронуть его.
- Марина Девятова с вайшнавскими кантхималами из туласи в серебряном обрамлении
- Джордж Харрисон с вайшнавскими кантхималами из туласи